# Дербенёв, Леонид Петрович
Леони́д Петро́вич Дербенёв (12 апреля 1931, Москва — 22 июня 1995, Москва) — советский и российский поэт-песенник, переводчик и телеведущий.

## Жизнь и творчество
Родился 12 апреля 1931 года в Москве. Во время Великой Отечественной войны проживал в селе Улово Суздальского района Владимирской области, откуда позднее переехал в Москву вместе с семьёй своего деда.
Дебютом поэта стала публикация стихов во всесоюзной газете «Пионерская правда». Автор тогда учился в седьмом классе средней школы.
В 1954 году окончил Московский юридический институт, после чего работал юристом в различных организациях, параллельно писал стихи, некоторые из них печатались в «Комсомольской правде», «Известиях», «Московском комсомольце» и других периодических изданиях. Переводил поэзию народов СССР.
После окончания института всю жизнь жил в Москве, сначала вместе с родителями возле метро «Сокол», а затем с 1970 года и до конца жизни — в кооперативной квартире на Маломосковской улице.
С 1959 года Дербенёв переходит на творческую работу, пишет песни, в 1960-е нередко выступает в роли переводчика западных шлягеров («Прощай, моряк» и «Луна» Доменико Модуньо, «Падает снег» Сальваторе Адамо и др.). Создал более двух тысяч стихотворений, сотни из которых стали основой песен.
По словам вдовы поэта, Веры Ивановны Дербенёвой, автора книги «Леонид Дербенёв. Между прошлым и будущим», любил посещать Дом творчества композиторов в Старой Рузе. Впервые приехал туда по приглашению Александра Флярковского, позже там познакомился с Евгением Крылатовым, с которым вместе создали песни к кинофильму «Чародеи» и многим другим.
Сотрудничал с известными советскими композиторами: Арно Бабаджаняном, Александром Зацепиным, Вячеславом Добрыниным, Юрием Антоновым, Максимом Дунаевским, Юрием Чернавским, Павлом Слободкиным, Игорем Николаевым, Игорем Матвиенко и многими другими. В последние годы жизни его привлекало сотрудничество с молодыми композиторами — Игорем Матетой, Александром Лукьяновым, Виталием Окороковым, приносившее очень удачные результаты 
Автор текстов популярных песен, входивших в репертуар звёзд советской, а впоследствии и российской эстрады:
- Муслима Магомаева («Лучший город Земли»)
- Валерия Ободзинского («Колдовство», «Анжела», «Мираж», песня из к/ф «Золото Маккенны»)
- Льва Лещенко («Прощай», «Родная земля»)
- Аллы Пугачёвой («Этот мир», «Песенка про меня», «Ты не стал судьбой», «Всё могут короли», «Ты на свете есть», «Робинзон», «Сирена», «Сбереги тебя судьба», «Белая дверь», «Бессонница», «Волшебник-недоучка», «Куда уходит детство»)
- Валентины Толкуновой («Песня о родном крае», «Тает снег», «Ясным солнечным днём»)
- Маши Распутиной («Гималаи», «Городская сумасшедшая», «Я и ты», «Кружит музыка», «Я родилась в Сибири», «Ты любовь моя не первая», «Живи, страна!», «Ой, мама, ой», «Я была на Венере», «Я вернусь»)
- Жанны Рождественской («Гадалка», «Подойду я к зеркалу»)
- Татьяны Анциферовой («Ищу тебя»)
- Яака Йоалы («Любовь нас выбирает»)
- Тыниса Мяги («Сердце не спит»)
- Валерия Леонтьева («Там, в сентябре»)
- Михаила Боярского («Всё пройдёт», «Городские цветы», «Робинзон», «Сяду в скорый поезд», «Сивка-бурка»)
- Вячеслава Добрынина («Льётся музыка»),
- Дмитрия Прянова (Первый поцелуй)
- Николая Караченцова («Кленовый лист»),
- Сергея Беликова («Снится мне деревня»)
- Филиппа Киркорова («Атлантида», «Ты, ты, ты», «Небо и земля», «Днём и ночью»)
- Владимира Преснякова-младшего («Зурбаган», «Ты скажи»)
- Татьяны Марковой («Твои глаза»)
- ВИА «Весёлые ребята» («Если любишь ты», «Ни минуты покоя», «Не волнуйтесь, тётя», «Когда молчим вдвоём», «А мне-то зачем?», «Ну что с ним делать?», «На Земле живёт любовь», «Любовь — огромная страна», «Качели», «Расставание», «Дружить нам надо», «Мамина пластинка», «Я к тебе не подойду», «Розита», «Пришла пора»)
- «Самоцветы» («Всё, что в жизни есть у меня», «Я люблю этот мир»)
- «Цветы» («Больше жизни»)
- «Поющие сердца» («Кто тебе сказал?»)
- «Лейся, песня» («Где же ты была?»)
- «Ариэль» («На острове Буяне», «Уходишь ты»)
- рок-групп «Земляне» («Прости, Земля», «А жизнь идёт», «Цепочка», «День рождения Земли»)
- «Рондо» («Надувной корабль»)

Сотрудничавший с Дербенёвым композитор Сергей Дьячков утверждал:
«Мне даже кажется, что у Дербенёва техника была как у Пушкина. Такая быстрота мышления, что он находил, в конце концов, нужный вариант. Это была фантастика».
Песни на стихи Дербенёва звучат во многих произведениях советского кинематографа — например, «Есть только миг» из фильма «Земля Санникова», «Песенка о медведях» из кинокомедии «Кавказская пленница, или Новые приключения Шурика». Начиная с этого фильма, Леонид Дербенёв и Александр Зацепин стали многолетними соавторами Леонида Гайдая («Бриллиантовая рука», «Иван Васильевич меняет профессию» и др.), сотрудничали с другими режиссёрами. Успешная творческая работа, приносившая хороший и заслуженный заработок, вызывала и проблемы — зарабатывать на жизнь искусством можно было только членам творческих союзов. Дербенёв, не выпускавший поэтических сборников, не мог вступить в Союз писателей, однако вступил в Союз кинематографистов (свою первую песню для кинофильма он написал ещё в 1956-м).
Со вторым из двух главных своих соавторов, Вячеславом Добрыниным, Дербенёв написал в 1970-е годы много замечательных песен для различных ВИА (в конце 1980-х их совместные песни Добрынин начал исполнять и сам). Однажды Вячеслав Добрынин похвалил Леонида Дербенёва за стихи к их очередному хиту, сказав: «Лёня, ты написал гениальные слова к этой музыке». На что Леонид с присущим ему юмором ответил: «Спасибо за правду, Слава!» В 1970-е наряду с многочисленными соавторами-композиторами у Дербенёва был и соавтор-поэт — Игорь Шаферан.
Л. Дербенёв также известен как автор текста официального гимна Йошкар-Олы — столицы Марий Эл (1965, музыка Андрея Эшпая, исполнитель — Эдуард Хиль).
В конце 1970-х, в годы всемирной популярности стиля диско, именно Дербенёв был соавтором двух главных советских диско-хитов — «Ищу тебя» Александра Зацепина и «Так не должно быть» Давида Тухманова.
Последний проект Леонида Дербенёва — певица из США Сюзанна Тэппер, с которой был записан альбом на музыку Максима Дунаевского «Пересаженное сердце».
Скончался 22 июня 1995 года в Москве от рака желудка. Отпевание состоялось 24 июня в храме иконы Божией Матери «Знамение» в Переяславской слободе («на Рижской»), в тот же день был похоронен на Востряковском кладбище (24 уч.).

### Семья
Супруга — Вера Ивановна Дербенёва (13 января 1935 — 30 апреля 2023), сотрудница ЦНИИ железнодорожного транспорта. Похоронена рядом с мужем на Востряковском кладбище (24 уч.).
- Дочь — Елена Дербенёва[7] (род. 30 сентября 1960) — переводчик, преподаватель иностранных языков. 
  - Внучка — Елизавета[7] (род. 18 ноября 1983).
    - Правнук — Мирослав (род. 2010)[7].

## Книги
- Дербенёв Л. П. А жизнь идёт. Песни родные и близкие. — 2000. — ISBN 5-227-00652-0
- Дербенёв Л. П. Пуста душа без храма. Стихи. — Издательство Сретенского монастыря, 2016.

## Фильмография
- 1956 — Там, где кончается асфальт
- 1962 — Здравствуйте, дети!
- 1963 — Первый троллейбус
- 1964 — Криницы
- 1964 — Лушка
- 1965 — На завтрашней улице
- 1966 — Кавказская пленница, или Новые приключения Шурика
- 1966 — Петух
- 1966 — Формула радуги
- 1967 — Майор Вихрь
- 1968 — Ангел в тюбетейке
- 1968 — Бриллиантовая рука
- 1970 — Чудный характер
- 1971 — Двенадцать стульев
- 1971 — Если ты мужчина
- 1971 — Русское поле
- 1971 — Седьмое небо
- 1971 — Антрацит
- 1972 — Тайник у Красных камней
- 1972 — Инженер Прончатов
- 1972 — Командир счастливой «Щуки»
- 1973 — Земля Санникова
- 1973 — Иван Васильевич меняет профессию
- 1973 — Ни слова о футболе
- 1974 — Дорогой мальчик
- 1974 — Стоянка — три часа
- 1974 — Три дня в Москве
- 1975 — Между небом и землёй
- 1975 — Центровой из поднебесья
- 1975 — Капитан Немо
- 1975 — Не может быть!
- 1976 — Отважный Ширак
- 1976 — Бросок, или Всё началось в субботу
- 1977 — Волшебный голос Джельсомино
- 1977 — Фантазии Веснухина
- 1978 — 31 июня
- 1978 — Женщина, которая поёт
- 1978 — Предварительное расследование
- 1978 — Повар и певица
- 1979 — Ах, водевиль, водевиль…
- 1979 — Узнай меня
- 1980 — У матросов нет вопросов
- 1980 — Если бы я был начальником
- 1980 — Ключ
- 1981 — Куда он денется!
- 1981 — Проданный смех
- 1981 — Честный, умный, неженатый
- 1981 — Шляпа
- 1982 — Чародеи
- 1982 — Серебряное ревю
- 1983 — Молодые люди
- 1984 — Маленькое одолжение
- 1984 — Человек-невидимка
- 1984 — Мой избранник
- 1985 — Сезон чудес
- 1985 — Опасно для жизни!
- 1985 — Не ходите, девки, замуж
- 1985 — Как стать счастливым
- 1986 — Выше Радуги
- 1987 — Питер Пэн
- 1987 — Акселератка
- 1988 — 32 декабря
- 1989 — Частный детектив, или Операция «Кооперация»
- 1989 — Не покидай
- 1990 — Подземелье ведьм
- 1991 — И чёрт с нами
- 1991 — Безумная Лори
- 1992 — На Дерибасовской хорошая погода, или На Брайтон-Бич опять идут дожди
- 1992 — Белые ночи
- 1992 — Мушкетёры двадцать лет спустя
- 1992 — Ребёнок к ноябрю
- 1993 — Тайна королевы Анны, или Мушкетёры тридцать лет спустя
- 1997 — Аферы, музыка, любовь

## Награды
Леонид Дербенёв — лауреат Международного конкурса песни в Сопоте (1978), конкурсов советской песни (1963, 1964, 1965, 1973). Лауреат фестивалей «Песня года».

## Память
- 22 ноября 2002 года на Площади звёзд у концертного зала «Россия» был открыт памятный знак с именем Леонида Дербенёва[10].

- В марте 2004 года во Владимирской области проходил Конкурс исполнителей эстрадной песни памяти Л. П. Дербенёва[10].. 20 мая 2004 года победители и участники конкурса давали концерт в Москве в ЦДРИ. В 2006, 2008, 2009, 2011, 2012 годах в мае в Москве в парке «Сокольники» на летней эстраде силами участников и организаторов Владимирского конкурса проходили концерты памяти Леонида Дербенёва.[источник не указан 576 дней]
- 23 ноября 2011 года в Кремлёвском Дворце состоялся концерт-съёмка к 80-летию со дня рождения поэта.[источник не указан 576 дней]
- С 2015 года ежегодно в Москве проходит Фестиваль-конкурс Кинопесни имени поэта Леонида Дербенёва[11]
- В 2016 году по инициативе епископа Тихона (Шевкунова) вышла книга духовных стихов поэта «Пуста душа без храма»[12].
- 18 ноября 2021 года в Кремлёвском Дворце состоялся концерт-съёмка к 90-летию со дня рождения поэта.[источник не указан 576 дней]